# Balkanfronten under första världskriget
Balkanfronten under första världskriget blev utkämpad mellan Centralmakternas Bulgarien, Österrike-Ungern och Tyskland på ena sidan och de allierades Serbien, Frankrike, Ryssland, Storbritannien, Montenegro (och senare Rumänien och Grekland som tog ställning för de allierade) på andra sidan.

## Fälttåget mot Serbien 1914
Den österrikiska överbefälhavaren Franz Conrad von Hötzendorf hade gjort upp en plan för anfallet mot Serbien. Planen förutsatte att ett anfall kunde inledas mot Serbien innan Ryssland hade mobiliserat klart. Armén delades upp i tre delar; A-formation som grupperades i Galizien, en mindre Balkan-formation för anfall mot Serbien och en B-formation som hölls i reserv.
Conrad beslöt att B-formation skulle förena sig med Balkanformationen men endast så länge den ryska mobiliseringen ännu pågick. Denna B-formation bestod av 2:a armén under Eduard von Böhm-Ermolli (7 divisioner) och var inte tänkt att sättas in i några allvarligare strider innan den transporterades till östfronten. Balkangruppen bestod av 5:e armén under Liborius von Frank (6 infanteridivisioner och 1 kavalleridivision) samt 6:e armén under Oskar Potiorek (3 divisioner), tillsammans omkring 280 000 man.
Den serbiska armén bestod av 200 000 man med moderna vapen som hade anskaffats under Balkankrigen. Den montenegrinska hären (6 brigader med tillsammans omkring 40 000 man) under kung Nikola I grupperades till försvar av inmarschvägarna från Hercegovina.
Den serbiske fältmarskalken Radomir Putnik hade väntat att Österrike skulle anfalla från Ungern över Donau mot Belgrad. Potiorek valde istället att anfalla från Bosnien in i det område av Serbien mellan floderna Drina och Sava den 12 augusti. Medan delar av 2:a armén anföll där serberna väntade dem, i norr, gick 5:e armén över Drina och 2:a arméns högra flygel över Sava. I norr lyckades 2:a arméns 62:a brigad, bestående av ungrare, ockupera Šabac på floden Savas södra strand.
Den österrikiska 5:e arméns anfall fördröjdes dock av att det tog tid att korsa Drina och att det brutna landskapet underlättade för en försvarare. De serbiska 3:e och 2:a arméerna nödgades gå tillbaka och österrikarna lyckades tränga ända fram mot Kolubara och besatte Valjevo. Samtidigt slog 6:e armén serberna vid Višegrad väster om Uzice och inryckte i Montenegro.
Den serbiska armén lyckades ordna en försvarslinje längs floden Vardar och kunde där, trots hårt österrikisk artillerield, ändå göra ett motanfall. Den 19 augusti drog sig 5:e armén tillbaka över Sava då 2:a armén var tvungen att transporteras till Galizien. Även den 6:e armén retirerade.
Nu vidtog ett uppehåll i operationerna, varunder den österrikiske generalen Potiorek samlade sina huvudkrafter till Drinalinjen för en förnyad offensiv.
Den 6 september gick serberna till offensiv, korsade floden Sava och in på österrikisk mark. Detta anfall avvisades snabbt och den serbiska armén förlorade 5 000 man. Potiorek igångsatte den 7 september en ny offensiv med 5:e och 6:e armén över floden Drina.
I september kunde en grupp ur den serbiska armén anfalla Bosnien och lyckades tränga fram till närheten av Sarajevo i mitten av oktober. Men när Potiorek den 6 november inledde en ny offensiv drog sig serberna ur Bosnien. Österrikarna kunde driva den serbiska armén mot nordost och intog Belgrad den 2 december men till enorma förluster: 28 000 döda, 122 000 sårade och 76 000 krigsfångar hos serberna.
Sedan den serbiska armén förstärkts med trupper från gränsen mot Bulgarien gick man till anfall den 3 december mot den österrikiska 6:e armén. Denna blev fullständigt slagen och trängd tillbaka mot Valjevo. På högra flygelns nederlag följde (5 och 6 december) vänstra flygelns och mittens. Hela österrikiska hären gick tillbaka över Donau och Sava. Den 15 december återtog serberna Belgrad, och kunde sedan driva tillbaka österrikarna hela vägen till Ragusa. Österrikarna hade tillfogats stora förluster under återtåget, särskilt genom att serberna lyckats förstöra krigsbron över Donau.
Den 22 december fråntogs Potiorek befälet över Balkanarmén av kejsar Frans Josef. Fälttåget var en stor prestigeförlust för Österrike-Ungern. Till våren kunde inte offensiven återupptas på grund av de stora förluster som dubbelmonarkins arméer lidit på östfronten under hösten och vintern.

## Kriget på Balkan 1915-1918

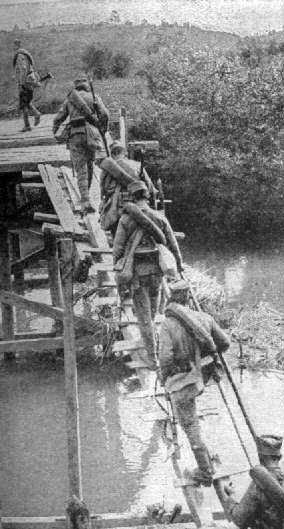
Serbiskt infanteri korsar floden Kolubara under slaget vid Kolubara år 1914.

Vid det andra Balkankriget 1913 hade områden som Bulgarien gjorde anspråk på istället delats upp mellan grannstaterna; Serbien fick Makedonien och Grekland fick Thrakien. Detta hade skapat en negativ stämning i Bulgarien mot dess grannstater och en känsla av att Storbritannien hade lämnat landet i sticket när Bulgarien genom freden i Bukarest tvingades avstå från sina anspråk.
Detta kan möjligen förklara varför Bulgarien vid utbrottet av första världskriget förklarade sig neutralt. Historiskt sett hade man varit nära knutna till trosbröderna i Ryssland och Serbien. Kung Ferdinand var dock tyskorienterad. Dödläget på västfronten och den italiensk-österrikiska fronten övertygade den politiska ledningen i Bulgarien att centralmakterna var rätt häst att satsa på. Stämningen i landet var negativ mot grannstaterna och man var väl medveten om att Storbritannien aldrig skulle gå med på att Bulgarien fick de områden som man gjorde anspråk på.
I juni 1915 började Bulgarien i hemlighet förhandla om att ansluta sig till centralmakterna och den 6 september 1915 undertecknades fyra fördrag mellan centralmakterna och Bulgarien där de viktigaste villkoren var att Bulgarien skulle få serbiskt territorium samt finansiellt stöd i utbyte mot en krigsförklaring mot Serbien inom trettio dagar. När avtalet blev känt beordrades allmän mobilisering i Serbien den 22 september.
Den tyske generalen August von Mackensen fick befälet för ett anfall mot Serbien och började genast samla ihop styrkor. Han fick ihop tio tyska och sju österrikiska divisioner; 330 000 man och 1 200 kanoner. På den serbiska sidan hade fältmarskalk Radomir Putnik 11 svaga divisioner, 200 000 man med 300 kanoner koncentrerade vid gränsen mot Österrike.
Planen var att ett bulgariskt anfall skulle tvinga Serbien att splittra sina styrkor. Oddsen var därmed mycket ofördelaktiga för serberna men till deras fördel talade att de stred i sitt eget land och att vintern var på väg. De vände sig till Storbritannien om att genomföra en allierad landsättning i Thessaloniki i Grekland. Detta avböjde britterna som istället föreslog att Serbien skulle avträda det makedoniska territorium som Bulgarien gjorde anspråk på. Detta kunde dock Serbien inte gå med på. Men samma dag som Bulgarien mobiliserade meddelade den grekiske premiärministern Eleutherios Venizelos att om de allierade kunde skicka 150 000 man till Saloniki skulle Grekland gå med i kriget på de allierades sida.[källa behövs]
Storbritannien och Frankrike gick genast med på detta. Greklands kung Konstantin ville dock att Grekland fortsatt skulle vara neutralt; dessutom var han svåger till kejsar Vilhelm. Den 5 oktober fick därför premiärministern sparken. Den brittisk-franska expeditionskåren anlände ändå till Saloniki utan att Grekland kunde göra mycket åt det.
Den 5 oktober började tyska och österrikiska artilleripjäser beskjuta Serbien över floderna Sava och Donau och två dagar senare tog sig den österrikiska 3 armén och den tyska 11 armén över. De serbiska trupperna drog sig söderut och den 9 oktober kunde tyska och österrikiska trupper ockupera Belgrad. Den 11 oktober anföll Bulgarien.
Den serbiska armén drog sig dock hela tiden söderut med den sjuke fältmarskalk Putnik i en bärstol. Den 7 december kom de serbiska trupperna till den albanska hamnstaden Shkodra och satte upp högkvarter på den grekiska ön Korfu där den serbiska armén reorganiserades med brittisk och fransk hjälp.
Medan tyska och österrikiska trupper ockuperade Serbien och Montenegro anföll de bulgariska trupperna det allierade försöket att från Saloniki understödja serberna. Dessa hade i oktober gått över den grekisk-serbiska gränsen men hade den 12 december tvingats tillbaka över gränsen igen. Britterna ville dra tillbaka de allierade styrkorna helt och hållet. Den franska regeringen med premiärminister Aristide Briand hade dock knutit sig hårt till företaget och riskerade att falla om det blev tydligt att det hela var ett misslyckande. Det bestämdes därför att de brittisk-franska styrkorna skulle stanna kvar i Saloniki.
De fem brittiska och tre franska divisionerna gjorde dock ingen som helst nytta i Saloniki. I lägren grasserade malaria och tio gånger fler soldater dog i sjukdom än av fiendens eld. Den allierade närvaron försatte det neutrala Grekland i en svår sits och den 29 juni 1917 gick Grekland med i kriget.
Efter att ha besegrat de allierade trupperna kunde bulgariska trupper ockuperade Makedonien. I januari 1916 ockuperades Albanien av österrikiska trupper. Den 27 augusti 1916 gick även Rumänien med i kriget men på de allierades sida och rumänska trupper anföll Transsylvanien. Centralmakterna kunde dock samla sig till motanfall under ledning av den avsatte tyske generalstabschefen Erich von Falkenhayn. Den 27-29 september vann tyskarna en viktig seger vid Hermannstadt (Sibiu); detta i kombination med att Ryssland inte infriade sina löften om militärt bistånd gjorde att såväl Valakiet som Dobrudzja ockuperades av Centralmakterna. Den rumänska armén retirerade dock till Moldavien där de gjorde fortsatt motstånd och vann flera segrar under sommaren 1917, främst offensiven vid Marasti och försvaret av Marasesti. Efter Freden i Brest-Litovsk år 1918 tvingades dock till Rumänien till förhandlingsbordet där Freden i Bukarest skrevs under den 7 maj. Genom denna fred tillföll flera bergspass i Karpaterna Österrike-Ungern och den södra delen av den rumänska svartahavskusten Bulgarien; däremot erkände Centralmakterna Rumäniens union med Bessarabien.
Bulgariens medverkan i kriget var impopulärt i hemlandet. Den 15 september 1918 inledde de allierade med hjälp av grekiska och serbiska styrkor en ny offensiv från Saloniki mot Bulgarien och den 29 september tvingades Bulgarien gå med på vapenstillestånd.